# Mnium koponenii
Mnium koponenii là một loài Rêu trong họ Mniaceae. Loài này được H.A. Crum mô tả khoa học đầu tiên năm 1983.